# Lorrainville
Lorrainville är en kommun i provinsen Québec i Kanada. Den ligger i regionen Abitibi-Témiscamingue, i den sydöstra delen av landet, 300 km nordväst om huvudstaden Ottawa. Kommunen bildades 1994 genom sammanslagning av bykommunen med samma namn och socknen Notre-Dame-de-Lourdes-de-Lorrainville.